# Romaszki (rejon głębocki)
Romaszki (biał. Рамашкі; ros. Ромашки) – chutor na Białorusi, w obwodzie witebskim, w rejonie głębockim, w sielsowiecie Prozoroki.
Dawniej dwie wsie – Romaszki I Romaszki II.

## Historia
W czasach zaborów w powiecie dzisieńskim, w guberni wileńskiej Imperium Rosyjskiego.
W latach 1921–1945 Romaszki I i Romaszki II leżały w Polsce, w województwie wileńskim, w powiecie dziśnieńskim, w gminie Czerniewicze, a od 1929 w gminie Prozoroki.
Według Powszechnego Spisu Ludności z 1921 roku zamieszkiwało:
- Romaszki I  – 31 osób, 20 było wyznania rzymskokatolickiego, a 11 prawosławnego. Jednocześnie 3 mieszkańców zadeklarowało polską, a 28 białoruską przynależność narodową. Było tu 7 budynków mieszkalnych[4]. W 1931 w 7 domach zamieszkiwało 37 osób[5].
- Romaszki II – 27 osób, wszystkie były wyznania prawosławnego i zadeklarowały białoruską przynależność narodową. Były tu 4 budynki mieszkalne[4]. W 1931 w 4 domach zamieszkiwało 25 osób[5].

Wierni należeli do parafii rzymskokatolickiej i prawosławnej w Czerniewiczach. Miejscowość podlegała pod Sąd Grodzki w Głębokiem i Okręgowy w Wilnie; właściwy urząd pocztowy mieścił się w Prozorokach.